# Zvekovica
Zvekovica – wieś w Chorwacji, w żupanii dubrownicko-neretwiańskiej, w gminie Konavle. W 2011 roku liczyła 570 mieszkańców.